# Richard Laizer
Richard Laningo Laizer, né le 1er juillet 1989 à Arusha, est un coureur cycliste tanzanien. 

## Biographie
Richard Laizer commence le cyclisme durant sa jeunesse en Tanzanie, alors qu'il travaille comme coursier à vélo pour une société de messagerie. Il suit alors le Tour de France à la télévision, en soutenant le sprinteur Mark Cavendish,. Figure du cyclisme national, il est formé à l'Arusha Cycling Club sur ses terres natales. 
En novembre 2011, il participe à ses premiers championnats d'Afrique à Asmara. Peu de temps après, il se distingue lors du Tour du Rwanda en terminant dixième de la dernière étape à Kigali. Il court ensuite chez MTN-Qhubeka WCC, puis au Centre mondial du cyclisme en Europe. Durant cette période, il se classe notamment troisième du Prix de Cuiseaux en 2014. Il représente par ailleurs son pays aux Jeux du Commonwealth de Glasgow.
Fin 2015, il signe chez Bike Aid et devient le premier cycliste tanzanien à rejoindre une équipe européenne. L'année suivante, on le retrouve au départ de la Tropicale Amissa Bongo, épreuve phare du continent africain.  Il devient également double champion de Tanzanie en 2019, dans la course en ligne et le contre-la-montre.
Il participe aux contre-la-montre des championnats du monde de 2024, devenant le premier cycliste tanzanien à participer à des championnats du monde.

## Palmarès et résultats

### Palmarès par année
- 2010
  - Karibu Arusha Race :
    - Classement général
    - 2e étape (contre-la-montre)
- 2011
  - Mwanza Open Cycle Challenge[9]
- 2016
  - Arusha Node Race[10]
- 2018
  - Arusha Node Race
- 2019
  -  Champion de Tanzanie sur route
  -  Champion de Tanzanie du contre-la-montre
- 2023
  - 3e du championnat de Tanzanie sur route

### Classements mondiaux
| Année           | 2012 | 2013 | 2014 | 2015 | 2016 | 2017 | 2018 |
| --------------- | ---- | ---- | ---- | ---- | ---- | ---- | ---- |
| UCI Africa Tour | 166e |      |      |      |      |      | 265e |